# Aponychus pilipinus
Aponychus pilipinus är en spindeldjursart som beskrevs av Corpuz-Raros 1978. Aponychus pilipinus ingår i släktet Aponychus och familjen Tetranychidae. Inga underarter finns listade i Catalogue of Life.